# Conrad Adriaenssens
Conrardus Alphonsus „Conrad“ Adriaenssens (* 20. Februar 1871 in Antwerpen; † nach 1924) war ein belgischer Sportschütze. Er nahm an den Olympischen Sommerspielen 1920 in Antwerpen sowie an den Olympischen Sommerspielen 1924 in Paris teil.